# 木黄镇
木黄镇，是中华人民共和国贵州省铜仁市印江土家族苗族自治县下辖的一个乡镇级行政单位。
2015年3月18日，贵州省人民政府批复同意印江县乡镇行政区划调整，新设置的木黄镇辖原木黄镇和原新业乡，镇人民政府驻木黄村。

## 行政区划
木黄镇下辖以下地区：
木黄镇社区、木黄村、官塘村、五甲村、老寨村、地茶村、三合村、革底村、岑阳村、李家沟村、张家沟村、阳坝村、金星村、金厂村、昔坪村、盘龙村、凤仪村、燕子岩村、乌溪村、木盆村、大坳村、桅杆村、高山村、乌巢村、新光村、荣光村、坪洞口村、七百渡村、木良村、文昌村、后河村、上寨村、落坳村、格山村、双林村、丰塘村、中河村、锅厂村、边山村、坪坝村、铁厂村、居龙村、坪所村和芙蓉村。